# Arne Bendiksen
Arne Joachim Bendiksen, född 19 oktober 1926 i Bergen, död 26 mars 2009 i Asker, var en norsk sångare, musiker, låtskrivare och skivproducent.
Han hade på 1950- och 1960-talet stort inflytande på norsk populärmusik först som medlem av gruppen The Monn Keys och senare som soloartist och låtskrivare för andra artister. Arne Bendiksen deltog för Norge i Eurovision Song Contest 1964 med låten "Spiral" som slutade på åttonde plats i tävlingen.
År 2009 inrättade det norska kulturdepartementet och GramArt ett musikpris för vidareutveckling av talanger inom norsk musik. Priset fick namnet Bendiksenprisen, uppkallat efter den då nyligen avlidne Bendiksen.

## Kända sånger
- "I dag har jeg brent mine kjærlighetsbrev"
- "Davy Crockett"
- "Intet er nytt under solen" (Åse Kleveland)
- "Jeg vil ha en blå ballong"
- "La meg være ung" (Wenche Myhre)
- "Oj, oj, oj så glad jeg skal bli" (Kirsti Sparboe)
- "Lykken er" (Hanne Krogh)

## Filmografi (urval)
- 1962 – Stackars stora starka karlar